# Franz Brendel
Karl Franz Brendel, conocido simplemente como Franz Brendel (26 de noviembre de 1811 – 25 de noviembre de 1868) fue un crítico e historiador musical alemán.

## Biografía
Karl Franz Brendel nació el 26 de noviembre de 1811 en Stolberg, en el estado de Sajonia-Anhalt (Alemania). Estudió en las Universidades de Leipzig, Berlín y Friburgo hasta el año 1840. En 1846 comenzó a impartir clases de historia musical en el Conservatorio de Leipzig y en 1852 publicó una historia general de la música europea que es muy bien considerada. También publicó un libro sobre el compositor húngaro Franz Liszt. Fue propietario y editor de la Neue Zeitschrift für Musik, fundada por Robert Schumann, desde 1845 hasta su fallecimiento en 1868 y acuñó el término Nueva Escuela Alemana (Neudeutsche Schule) para describir el movimiento de los críticos musicales alemanes (entre los que se encontraba él mismo y Eduard Hanslick) en la segunda mitad del siglo XIX. Falleció el 25 de noviembre de 1868 en Leipzig.